# Thies Kaspareit
Thies Kaspareit (* 1. Februar 1964 in Oldenburg in Holstein) ist ein ehemaliger deutscher Vielseitigkeitsreiter.
Nachdem er 1983 als Dritter und 1984 als Zweiter der Deutschen Meisterschaft bei den jungen Reitern sein Talent bewiesen hatte, wurde er 1987 Fünfter und 1988 Sechster der Deutschen Meisterschaft bei den Senioren. Für die Olympischen Spiele 1988 in Seoul wurde Kaspareit als Ersatzreiter nominiert. Er rückte dann für Wolfgang Mengers ins Team, nachdem das Pferd von Mengers gestorben war.
Die deutsche Equipe trat in Seoul mit Claus Erhorn, Matthias Baumann, Ralf Ehrenbrink und Thies Kaspareit an. Während Ehenbrink disqualifiziert wurde, belegte Kaspareit auf Sherry mit 94,80 Fehlerpunkten den neunten Platz in der Einzelwertung und gewann mit Erhorn und Baumann die olympische Goldmedaille in der Mannschaftswertung und wurde dafür mit der Equipe mit dem Silbernen Lorbeerblatt ausgezeichnet.
Während seiner Karriere war Kaspareit an der Bundeswehrsportschule in Warendorf. Kaspareit ist Pferdewirtschaftsmeister. Von der Gründung 1998 an ist er der Leiter der Deutschen Akademie des Pferdes, deren Aufgabe es war, wissenschaftliche Erkenntnisse über Pferde und Pferdesport zu vermitteln. Zum Jahresbeginn 2012 wird die Akademie aufgelöst und geht in der Abteilung "Ausbildung und Wissenschaft" (vormals Abteilung "Ausbildung") der Deutschen Reiterlichen Vereinigung auf. Deren Leitung wird Kaspareit innehaben, der damit im Bereich Ausbildung Christoph Hess ablöst.